# Дім Корану

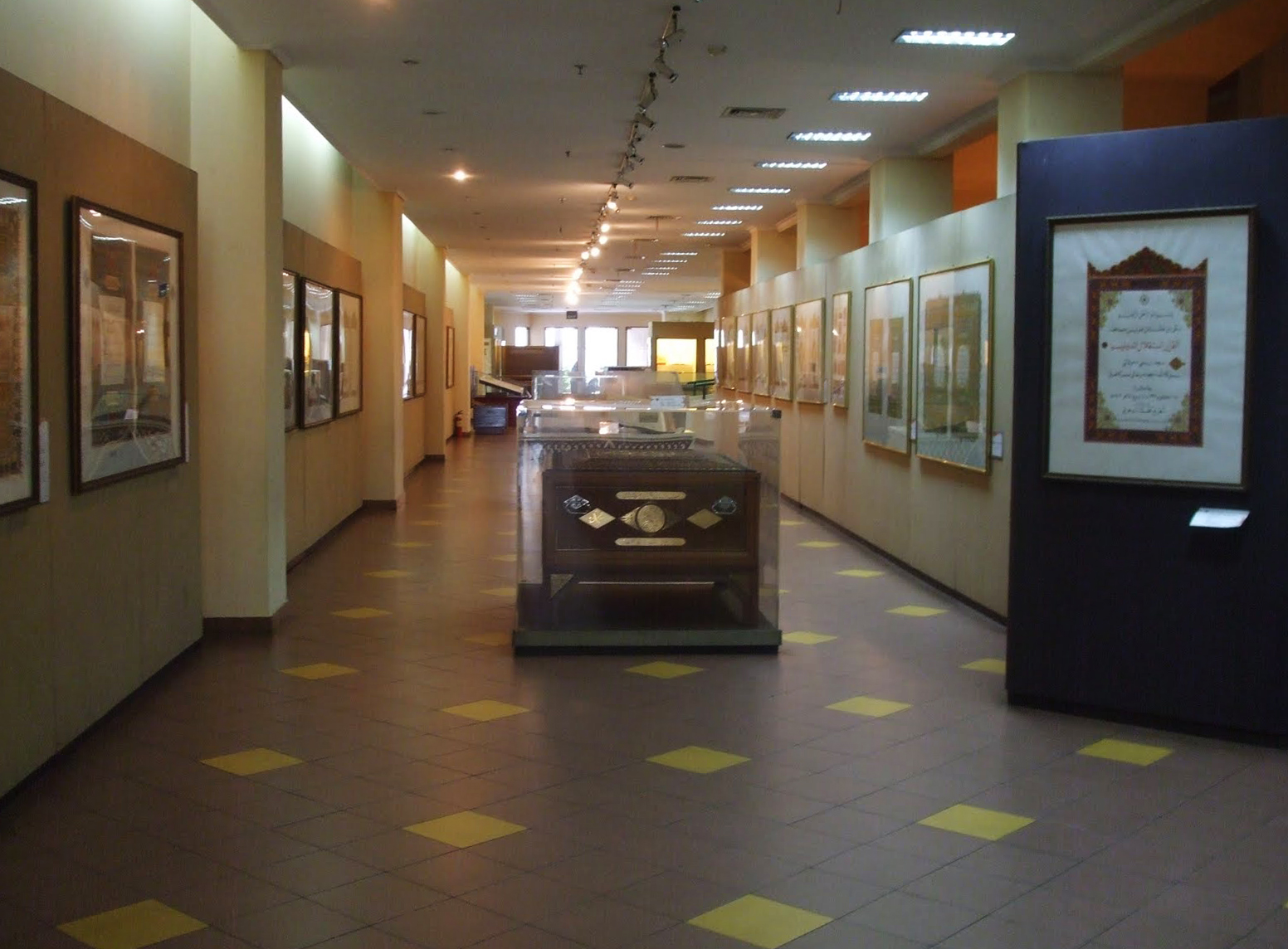
Внутрішній вигляд музею Дім Корану

Дім Коран (араб. بيت القرآن , що означає: Дім Корану) — багатоцільовий комплекс, присвячений ісламському мистецтву, розташований у Хурі, Бахрейн. Створений у 1990 році, комплекс найвідоміший своїм ісламським музеєм, який був визнаний одним із найкращих ісламських музеїв у світі.

## Заснування

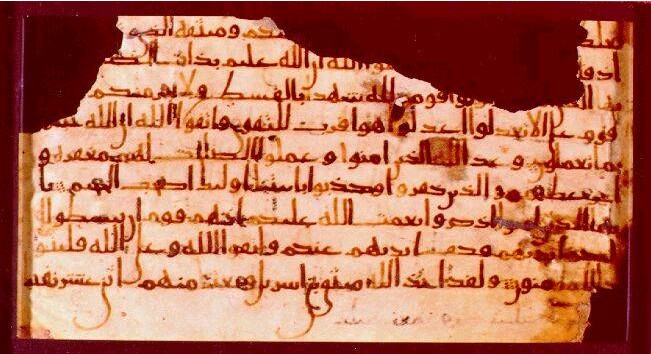
Ранній куфічний рукопис Корану, зроблений наприкінці VII століття, представлений у музеї

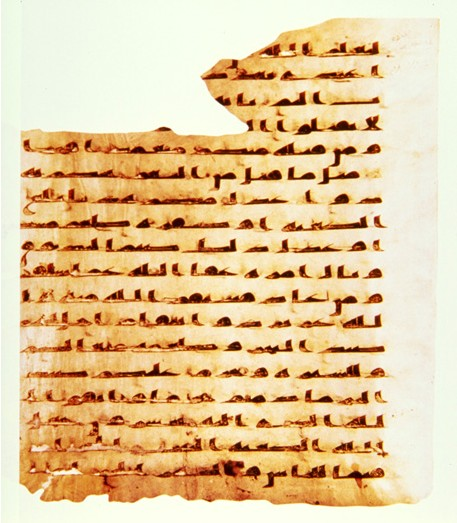
Рукопис Корану на пергаменті, що містить вірші 94, 95 і 96, частину вірша 97 із Сури Аль-Маїда, представлений в музеї

Будівництво комплексу почалося в 1984 році, а музей був офіційно відкритий у березні 1990 року Абдул Латіфом Джасімом Кану. Він був побудований, щоб «вмістити всеосяжну та цінну колекцію Корану та інших рідкісних рукописів», концепція, яка, за даними регіонального журналу, є унікальною в регіоні Перської затоки. Фундаментом фондів музею є власна колекція Кану рукописів Корану та ісламського мистецтва, оскільки, як повідомляється, він був завзятим колекціонером. У міру того як його колекція зростала, він відчув сильне почуття відповідальності за рідкісні рукописи, які придбав. У 1990 році він пожертвував свою колекцію створеному ним музею для управління першою в своєму роді установою, присвяченою служінню Корану та збереженню історичних рукописів.
Створення інституту повністю фінансувалося коштом громадських пожертвувань з додатковою допомогою різних людей з усіх верств населення Бахрейну, починаючи від глав держав і закінчуючи школярами. Послуги в Дому Корану є безплатним для широкої публіки.
У закладі та його музеї зберігається всесвітньо відома колекція історичних рукописів Корану з різних частин ісламського світу, від Китаю на Сході та до Іспанії на Заході, яка показує історію ісламу від каліграфічних традицій першого століття Хіджри (622—722 рр. н. е.) і Золотого віку ісламу до наших днів.

## Складові Дому Корану
Комплекс Дім Корану відкритий для публіки з суботи по середу з 9:00 до 12:00 і з 16:00 до 18:00 відповідно. Зовнішній дизайн комплексу заснований на стилі мечеті ХІІ-го століття. Весь комплекс містить мечеть, бібліотеку, аудиторію, медресе та музей, що складається з десяти виставкових залів. Великий вітражний купол покриває Великий зал і мечеть. Міхраб, знак, що вказує напрямок до Мекки, покритий блакитною керамічною плиткою з вигравіруваним віршем Аль-Курсі.
Бібліотека складається з понад 50 000 книг і рукописів трьома мовами — арабською, англійською та французькою, які переважно присвячені ісламу. Інститут спеціалізується на ісламському мистецтві, і багато довідників мають міжнародне значення. Бібліотека та її читальні зали відкриті для відвідування в робочий час з доступом до Інтернету, а також надаються окремі кімнати для науковців та спеціалістів.
Також є аудиторія — лекційна зала Мохаммеда бін Халіфа бін Салман Аль Халіфа, яка вміщує до 150 осіб і в основному використовується для лекцій та конференцій. До Бахрейну приїжджають гості з багатьох країн, включаючи США, Велику Британію та Францію. Конференц-зал часто надається для загального користування під час публічних лекцій у співпраці з різними товариствами та установами Бахрейну.
На території закладу розташована школа вивчення Корану Юсуфа бін Ахмада Кану. Школа пропонує сім навчальних зон, повністю обладнаних комп'ютерами та сучасними посібниками, з окремими класами для жінок і дітей, які вивчають Коран.

## Музей
Музей Аль Хаят є найвідомішим закладом комплексу; він складається з десяти залів, розташованих на двох поверхах, де представлені рідкісні рукописи Корану різних періодів, починаючи з першого століття Хіджри (700 р. н. е.). У музеї представлені рукописи на пергаменті, які походять із Саудівської Аравії (Мекка та Медіна), Дамаска та Багдада. Рукописи проходять спеціальні процедури для збереження цих артефактів, щоб захистити їх від пошкодження. Деякі з артефактів, представлених у музеї, включають рідкісний рукопис Корану, датований 1694 роком н. е., який був надрукований в Німеччині. У музеї також зберігається найстаріший у світі перекладений примірник Корану, який був перекладений на латинську мову в Швейцарії і датується 955 роком н. е. Перший примірник Корану, написаний під час правління халіфа Османа ібн Аффана, експонується в музеї разом із кількома невеликими копіями Корану, які можна було прочитати лише за допомогою оптичних приладів.
У музеї експонуються зерна, горох і рис, датовані XVI століттям, з території сучасного Пакистану, які містять вигравірувані на них сури. Експонати включають велику кількість золотої та мідної кераміки та скла різних епох Іраку, Туреччини, Ірану та Єгипту відповідно.
У музеї зберігаються роботи ісламських вчених, таких як Ібн Таймія. Вважалося, що це був « єдиний інститут у світі, присвячений Корану та Коранічному дослідженню».